# ウエスト・ハムステッド駅 (ロンドン地下鉄)
ウエスト・ハムステッド駅（ウエスト・ハムステッドえき、英語: West Hampstead tube station）はロンドン、ウエスト・ハムステッドにあるロンドン地下鉄ジュビリー線の駅である。当駅はキルバーン駅とフィンチリー・ロード駅の間にあり、トラベルカード・ゾーン3に属する。ウエスト・エンド・レーンと呼ばれる道路のブローダースト・ガーデンズとブラックバーン・ロードの間に位置し、ロンドン・オーバーグラウンドノース・ロンドン線のウエスト・ハムステッド駅から100 m、テムズリンクのウエスト・ハムステッド・テムズリンク駅から200 mの位置にある。

## 歴史
ウエスト・ハムステッド駅は1879年6月30日にメトロポリタン鉄道（後のメトロポリタン線）がスイス・コテージから延伸された際に開業、1879年11月24日にウィルズデン・グリーンに延伸されるまで仮の終点となっていた。1939年11月20日に、メトロポリタン線スタンモア支線がベーカールー線に編入された際に、ベイカー・ストリート駅以北の各駅停車もベーカールー線の一部となり、当駅もベーカールー線の駅となった。この時にプラットフォームもロンドン地下鉄の標準的な構造に改造されたが、駅舎は開業時のものが残された。ベーカールー線スタンモア支線は1979年5月1日にジュビリー線に編入された。メトロポリタン線の列車も当駅を経由するが、停車しない。

## 駅施設など
当駅は車椅子での利用には対応していない。2機の自動改札機と、2機の自動券売機、出札口1か所、次列車表示器、待合室、男女別の便所を備える。路線図では3つのウエスト・ハムステッド駅は一体に表示されることが多く、各駅間の乗継は割引対象となっている。

## 開発計画
3つのウエスト・ハムステッド駅を一体化し、付近を通過する二つの路線にも駅を新設するウエスト・ハムステッド分岐点計画が提案されている。2008年には、当駅を経由するノース・アンド・ウエスト・ロンドン・ライトレイルウエイ計画が提案された。

## ギャラリー

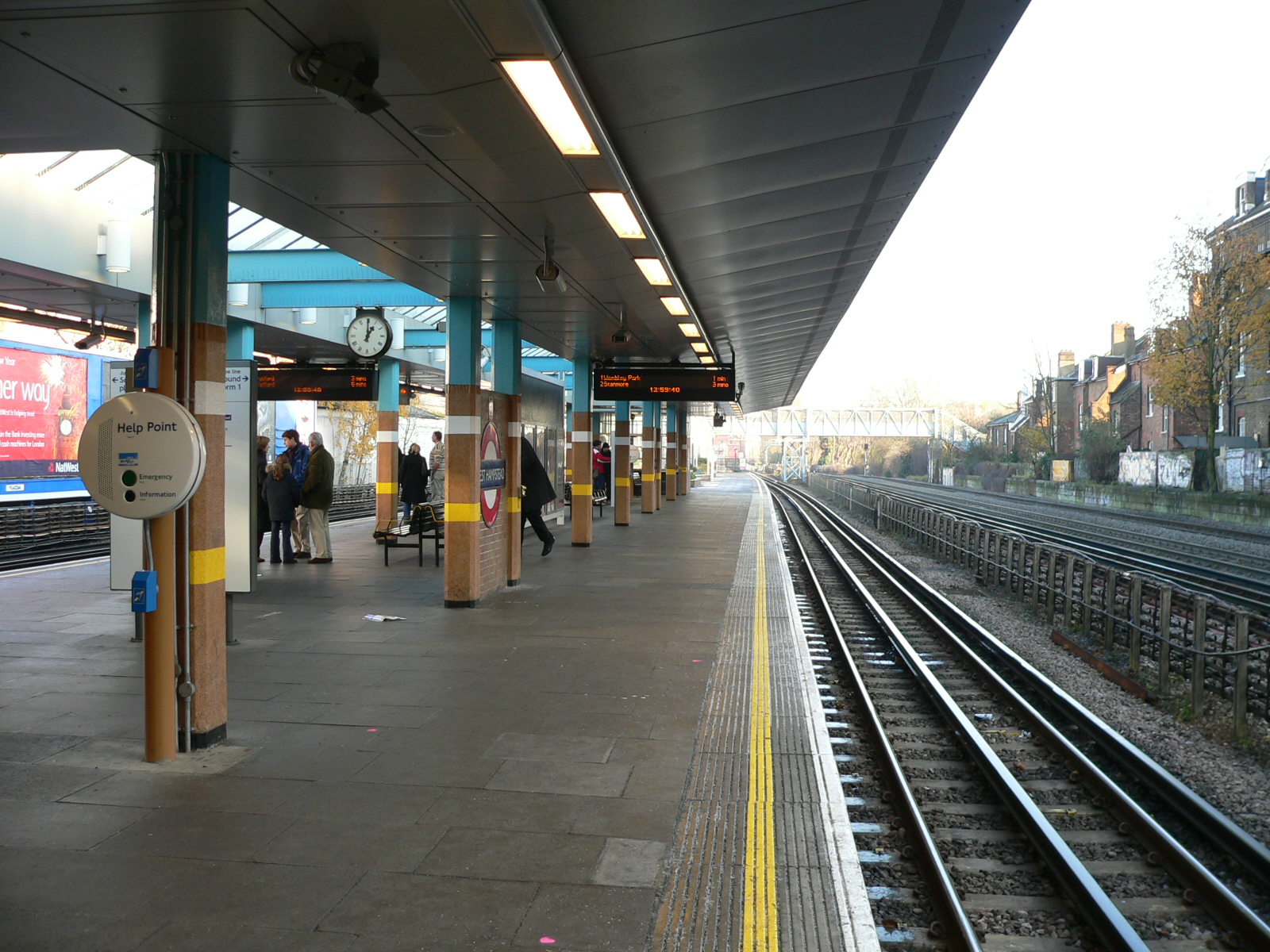
北行きホーム。2005年12月撮影
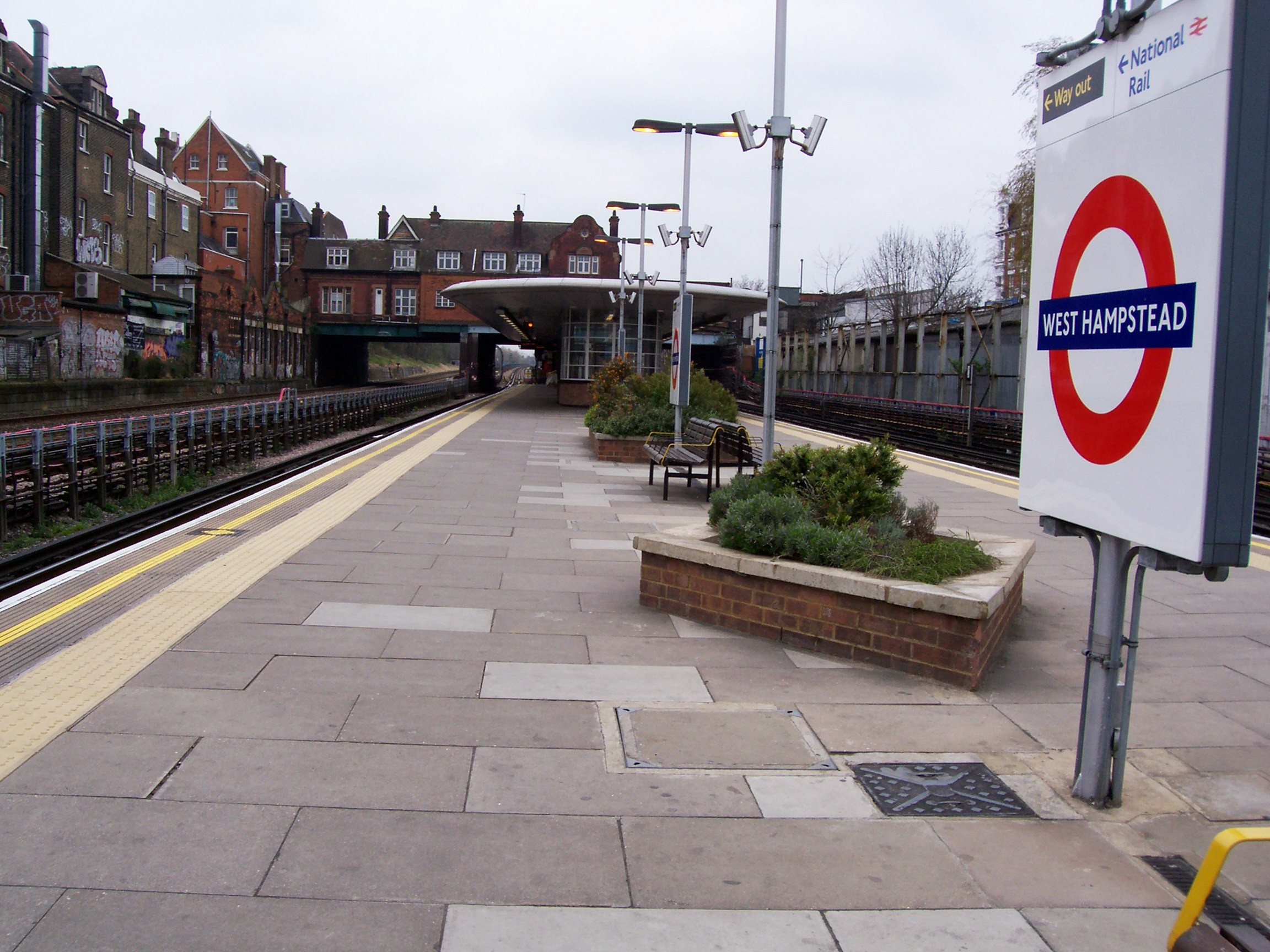
キルバーン方面を見る。2008年4月18日撮影

## バス路線
ロンドンバス 139系統、328系統、C11系統が当駅を経由する。